# Aurela Nerlo
Aurela Nerlo (Głogów, 11 februari 1998) is een Poolse baan- en wegwielrenster. Anno 2024 rijdt ze bij de Franse wielerploeg Winspace.

## Palmares
2019
 Pools kampioene tijdrijden, beloften
Jongerenklassement Tour de Feminin - O cenu Českého Švýcarska

### Baanwielrennen
| Jaar  | NK                                                                   |
| Elite | Elite                                                                |
| ----- | -------------------------------------------------------------------- |
| 2018  | ploegenachtervolging · 6e achtervolging · 8e scratch · 9e afvalkoers |

## Ploegen
- 2020 –  CCC-Liv
- 2022 –  Massi-Tactic
- 2023 –  Massi-Tactic
- 2024 –  Winspace
- 2025 –  Winspace Orange Seal

Bertizzolo · Demey · Van der Heijden · Jaskulska · Korevaar · Kuijpers · Lach · Markus · Moolman-Pasio · Nerlo · Paladin · Rooijakkers · Skalniak · Stultiens · Vos